# Insel des Lichts
Insel des Lichts ist ein deutsches Fernsehmelodram von Wolf Gremm aus dem Jahr 2008. Es beruht auf dem gleichnamigen Roman von Kristin Hannah.

## Handlung
Nora Bernd ist seit zehn Jahren Moderatorin ihrer erfolgreichen Fernsehsendung Nora Bernd live, in der sie Menschen psychologisch unterstützt und ihnen in schwierigen Lebenssituationen Rat gibt. Anlässlich ihrer Jubiläumssendung sind auch ihr Mann und ihre Tochter im Fernsehstudio. Nora berät ein junges Paar, bei dem die Frau fremdgeht – und Noras Tochter Jenny verlässt angewidert das Studio, als Nora dem Paar Beziehungstipps gibt.
Wegen des Jubiläums erhält Nora auch eine Einladung in die Talkshow des angesehenen Moderators Mankopf, die sie annimmt. Der angekündigte Überraschungsgast ist ihre Tochter Jenny. Sie berichtet vor laufender Kamera, dass die Familie zerrüttet sei, seit Nora eine Affäre mit einem anderen Mann hatte, und dass die Familie, um Noras Karriere nicht zu gefährden, seit Jahren in der Öffentlichkeit lügen müsse. Nora flüchtet aus dem Studio. Ihr Arbeitgeber rät ihr zu einem langen Urlaub und setzt die Sendung ab. Nora fährt auf die Insel Rügen, wo sie aufgewachsen ist und ein Haus besitzt. Zudem weiß sie, dass dort Tante Lottie und ihr kranker Neffe Erich leben, denen sie vertraut.
Während der Fahrt denkt sie an ihre Familie und ist so aufgewühlt, dass sie gegen einen Baum fährt. Sie wird verletzt ins Krankenhaus gebracht, wo sie vom ihr bekannten Dr. Leonhard betreut wird.
Jennys Hass auf ihre Mutter hat sich unterdessen nicht gelegt. Sie erhält von einer Sensationsreporterin das Angebot, eine dreiteilige Enthüllungsgeschichte über ihre Mutter zu verfassen, und sagt zu. Als sie im Fernsehen sieht, wie ihre Mutter ins Krankenhaus gebracht wird, fährt sie nach Rügen und besucht sie dort. Auf ihren Wunsch hin schmuggelt Jenny ihre Mutter aus dem Krankenhaus und beide beziehen das Haus am Meer, in dem Nora aufgewachsen ist und in dem auch Jenny ihre Kindheit verbracht hat.
Zwischen Mutter und Tochter ist die Distanz zunächst groß. Nora wird von Tante Lottie abgeholt und verbringt einen Tag mit dem schwerkranken Erich. Er wird bald an einem Hirntumor sterben und nimmt es leicht, da sein Partner schon vor ihm an AIDS gestorben ist. Auch Erichs Bruder Jan ist inzwischen nach Rügen gekommen, um in den letzten Tagen bei Erich zu sein. Jan und Jenny waren einst ein Paar, bevor Jenny ihn verließ. Erich und Nora nehmen sich vor, beide erneut zu verkuppeln. Tatsächlich kommen sich Jenny und Jan wieder näher und auch das Verhältnis zwischen Nora und Jenny verändert sich: Jenny erfährt von ihrem Vater, dass er einst Nora mehrfach betrogen und sie auch geschlagen hat. Sie verließ daraufhin die Familie und die 13-jährige Jenny wuchs bei ihrem Vater auf, der sie gegen die eigene Mutter aufhetzte.
Nora weiß, dass jemand aus ihrem Umkreis eine Enthüllungsgeschichte über sie schreibt. Jenny gibt ihr irgendwann ihre im Hass geschriebenen Zeilen, doch besteht Nora nun darauf, dass die Geschichte gedruckt wird. Sie weiß nun, dass Nora Bernd nur eine Figur war, die sie erschaffen hat. Sie ruft die Enthüllungsjournalistin an und verspricht ihr ein Exklusivinterview. Zudem deutet sie an, einen neuen Mann an ihrer Seite zu haben: Dr. Leonhard.
Auch Jenny und Jan sind ein Paar. Kurz bevor Erich stirbt, wünscht er sich, dass beide ein Kind zeugen. Tatsächlich verkündet Jenny ihrer Mutter anlässlich ihrer Trauung mit Jan, dass sie schwanger ist. Nora zeigt sich bei der Trauung erstmals an der Seite von Dr. Leonhard vor der Presse, die sie längst wieder mit offenen Armen aufnimmt. Sie weiß allerdings nicht, ob sie schon bereit ist, Oma zu werden.

## Produktion
Insel des Lichts wurde vom 14. Juni bis 13. Juli 2007 in Berlin, Hamburg und auf Rügen gedreht. Der Film erlebte am 5. Juni 2008 auf dem Ersten und ORF2 seine Fernsehpremiere.

## Kritik
Für den film-dienst war Insel des Lichts ein „melodramatischer Mutter-Tochter-Konflikt in (fernseh-)üblicher Aufbereitung.“
TV Spielfilm schrieb: „Patzer wie ‚Nachbarn aus Rügen‘ und ein Rügener (Fedder), der Hamburger Slang schnackt, sind verzeihlich. Zu gewollt und pathetisch ist aber die Nebenhandlung mit einem todkranken Schwulen. Zudem entschärften verantwortliche Redakteure das Drehbuch und ließen einige heftige Mutter-Tochter-Szenen neu drehen. Fazit: ARD-Konsumenten-gerechte Schonkost.“